# 燕王噲
燕王噲（？—前314年），中國戰國時期的燕國君主，燕易王之子。
燕王噲五年（前316年），噲聽信蘇代之言，讓宰相子之專權，聽信鹿毛壽之言禪讓君位於宰相子之，以為宰相不敢受之。以此禪讓之名能令噲與堯齊名。
其後更把噲之子，燕國太子的用人權也奪去歸於子之，希望燕國能因此進行改革，國內大亂。
燕王噲七年（前314年），太子平與將軍市被反叛，數月，死者數萬。齊宣王發兵，攻破燕國，噲被殺，子之逃亡，後被齊人抓住砍成肉醬（醢其身）。
趙武靈王趁燕國內亂，將燕王噲庶子「公子職」從韓送回燕國，其後被擁立為王，是為燕昭王（另陈直《史记新证》认为公子职就是太子平的别名）。
近代有學者據《戰國策·燕策一》「權之難……噲子謂文公曰……」及「燕王噲既立，……噲老不聽政，顧為臣」的記載，認為燕王噲在燕文公時期已在管理國政，而在把王位讓給子之時稱已年老，應該不是燕文公之孫，而是燕文公之子。「昭王為王噲之子，昭王復國，於噲不可無諡，而讓國曰易，亦頗得當，故王噲即易王」。